# Orquestra Filarmônica de Hamburgo

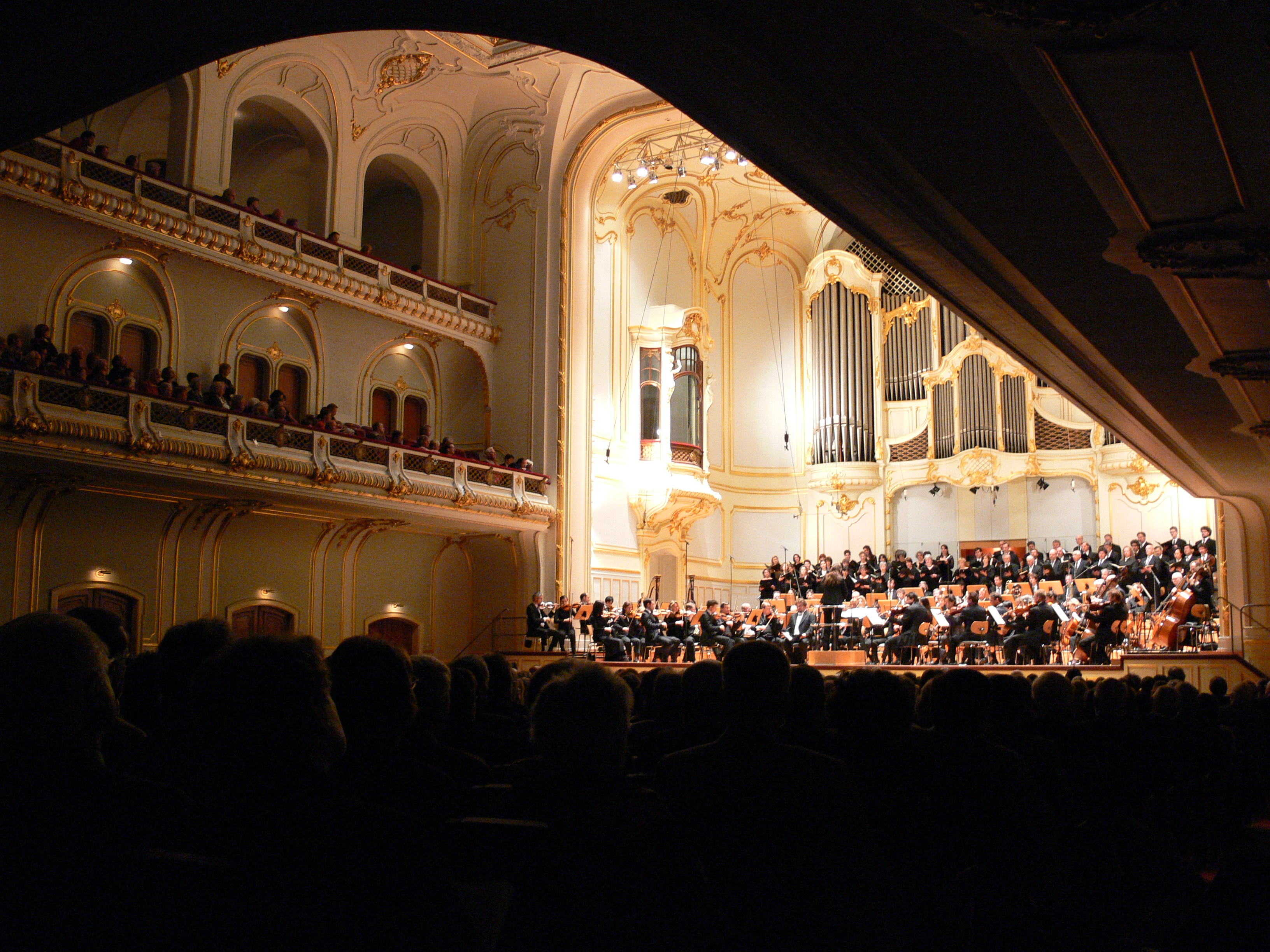
A orquestra na Laeiszhalle – Musikhalle Hamburg, 2007.

A Orquestra Filarmônica de Hamburgo (em alemão: Philharmoniker Hamburg, até 2005/2006 Philharmonisches Staatsorchester Hamburg) é uma orquestra sinfônica alemã baseada em Hamburgo. O atual diretor musical da orquestra é Kent Nagano. É também a orquestra da Ópera Estatal de Hamburgo. A orquestra foi fundada em 9 de Novembro de 1828 como Philharmonische Gesellschaft.

## Maestros
- Karl Muck
- Eugen Jochum
- Joseph Keilberth (1951-?)
- Wolfgang Sawallisch (1961-1973)
- Horst Stein (1973-1976)
- Aldo Ceccato (1976-1982)
- Hans Zender (1984-1988)
- Gerd Albrecht (1988-?)
- Ingo Metzmacher (1997-2005)
- Simone Young (2005-2015)
- Kent Nagano (2015-)[2]